# Gyrophaena rugipennis
Gyrophaena rugipennis är en skalbaggsart som beskrevs av Étienne Mulsant och Claudius Rey 1861. Gyrophaena rugipennis ingår i släktet Gyrophaena, och familjen kortvingar. Enligt den svenska rödlistan är arten otillräckligt studerad i Sverige. Arten förekommer i Nedre Norrland. Artens livsmiljö är skogslandskap.